# Бельченков, Фёдор Кондратьевич
Фёдор Кондратьевич Бельченков (1898—1982) — советский военачальник, генерал-майор технических войск (22.02.1943), участник Гражданской, советско-польской, советско-финской и Великой Отечественной войн.

## Биография
Родился 4 (16) июня 1897 года в деревне Горохово (ныне — Рославльский район Смоленской области). В семнадцатилетнем возрасте уехал в Петроград. В 1916 году был мобилизован на службу в армию; служил в лейб-гвардии Преображенском полку. Участвовал в революционных событиях 1917 года, в том числе в штурме Зимнего дворца. Участвовал в боях Гражданской и советско-польской войн в составе 35-го автоброневого отряда. После окончания войны продолжал службу в Красной Армии. Член ВКП(б) с 1923 года.
В 1923 году окончил Петроградскую высшую военную автоброневую школу, в 1932 году — военно-транспортный факультет Ленинградского института инженеров железнодорожного транспорта. В дальнейшем преподавал в Военно-транспортной академии в Ленинграде. В 1939 году был назначен начальником автоброневой службы Мурманского военного округа. Участвовал в советско-финской войне.
С начала Великой Отечественной войны находился в действующей армии. После создания Карельского фронта занял должность начальника фронтового автодорожного отдела, в мае 1942 года преобразованного в Управление фронтовой автодорожной службы. В его ведении находилось дорожное строительство, эксплуатация автомобильных дорог, организация регулирования. Его усилиями во время трудных боёв в Заполярье было обеспечено бесперебойное снабжение действующих частей Карельского фронта. Не дожидаясь зимы, Бельченков, имевший к тому времени богатый опыт в деле строительства автомобильных дорог, заранее готовил пути подвоза, что позволяло транспортам всегда вовремя доходить по назначению.
В ноябре 1943 года Бельченков был назначен на должность начальника автоуправления Волховского фронта. В короткие сроки он сумел наладить работу вверенного ему управления, улучшить снабжение и ремонт автотранспорта на всём фронте. Сумел превратить основное автотранспортное соединение — 52-й автополк — в боеспособную часть. В период боёв за окончательное снятие блокады Ленинграда, освобождение города Новгорода, а также в ходе последующих наступательных операциях Бельченков лично организовывал автомобильные перевозки на Волховском фронте, умело маневрируя имеющимися в наличии машинами в условиях их хронического дефицита. За всё время боевых действий ему удалось не допустить ни одного случая срыва подвоза.
После окончания Великой Отечественной войны продолжал службу в Советской Армии. Первоначально был начальником автоуправления Советской военной администрации в Германии, затем стал заместителем начальника Ленинградской высшей военно-автомобильной школы. С 1953 года возглавлял военную кафедру Ленинградского сельскохозяйственного института. В январе 1956 года вышел в отставку.
Умер 17 июля 1982 года, похоронен на Казанском кладбище города Пушкина Ленинградской области.

## Награды
- Орден Ленина (30 апреля 1945 года);
- 4 ордена Красного Знамени (19 июня 1943 года, 2 ноября 1944 года, 21 февраля 1945 года, 24 июня 1948 года);
- Орден Красной Звезды (7 мая 1940 года);
- медаль «XX лет Рабоче-Крестьянской Красной Армии»;
- медаль «За оборону Советского Заполярья» и другие медали.
- знак «50 лет пребывания в КПСС»